# Нилу-Песанья (Баия)
Нилу-Песанья (порт. Nilo Peçanha) — муниципалитет в Бразилии, входит в штат Баия. Составная часть мезорегиона Юг штата Баия. Входит в экономико-статистический микрорегион Валенса. Население составляет 10 428 человек на 2006 год. Занимает площадь 385,381 км². Плотность населения — 27,1 чел./км².

## История
Муниципалитет назван в честь Нилу Песаньи, президента Бразилии в 1909—1910 годах.

## Статистика
- Валовой внутренний продукт на 2003 год составляет 25 644 218,00 реалов (данные: Бразильский институт географии и статистики).
- Валовой внутренний продукт на душу населения на 2003 год составляет 2377,11 реалов (данные: Бразильский институт географии и статистики).
- Индекс развития человеческого потенциала на 2000 год составляет 0,592 (данные: Программа развития ООН).